# Rosenborgshuset

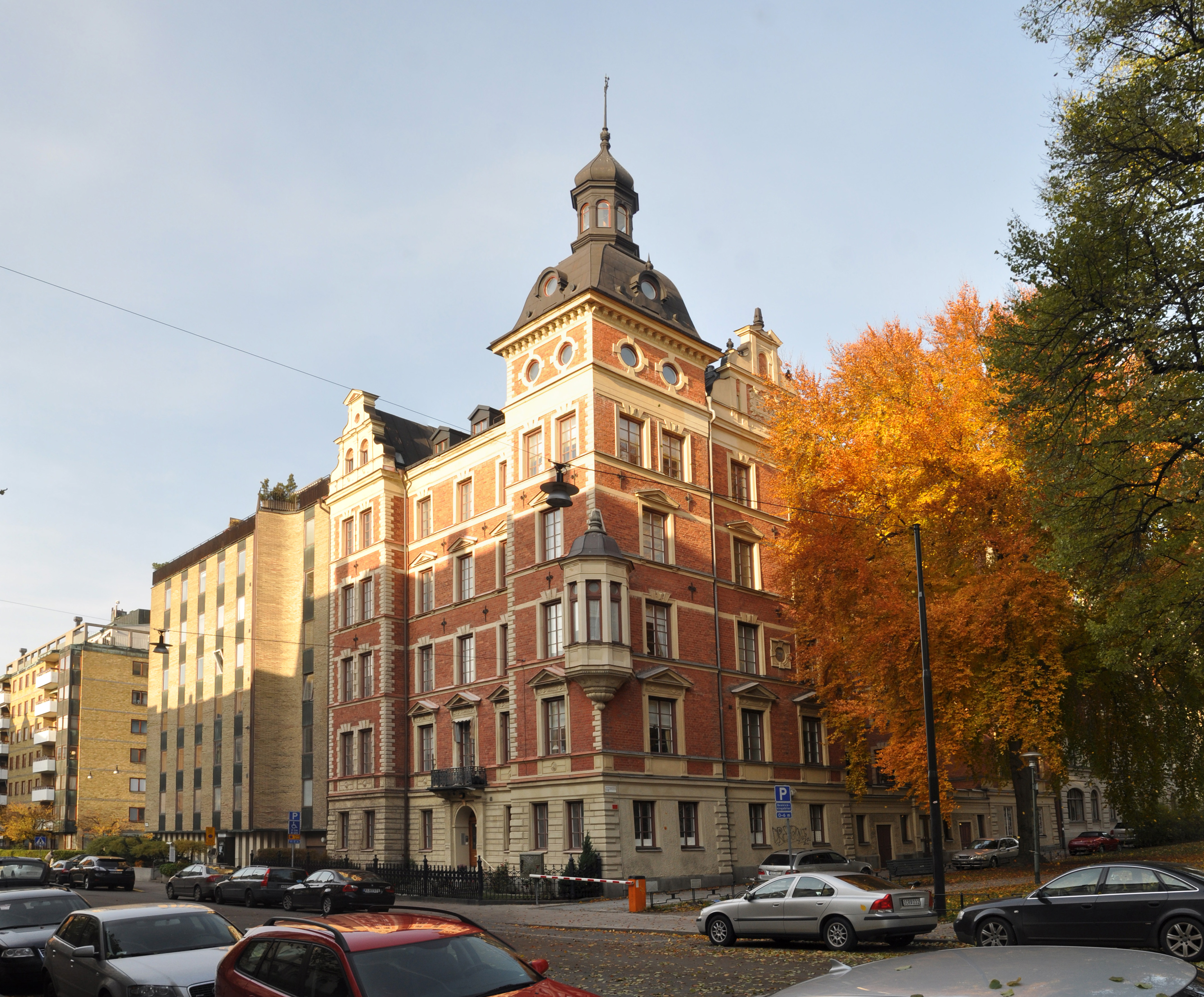
Rosenborgshuset mot Östermalmsgatan.

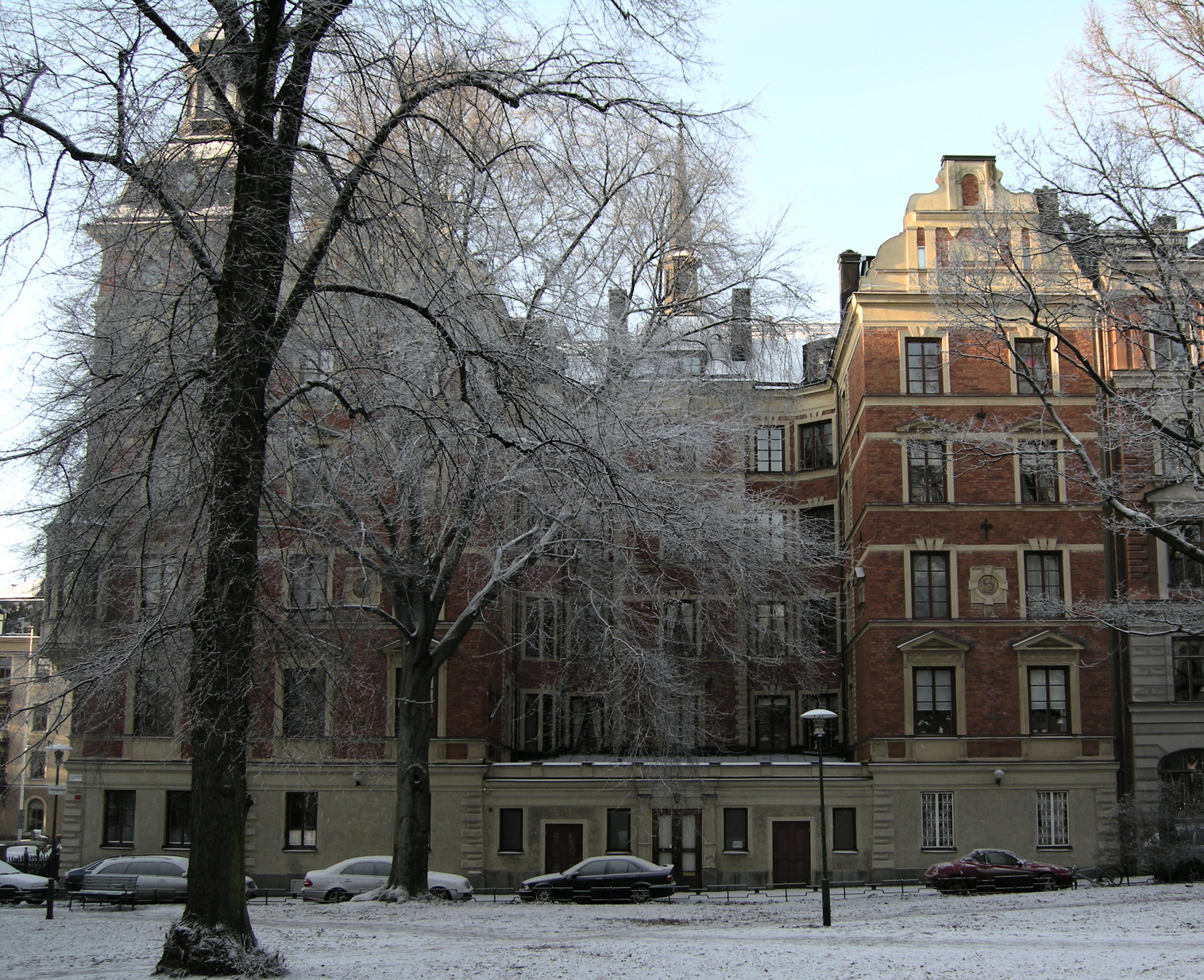
Rosenborgshuset sett från Stureparken vintern 2009.

Rosenborgshuset, byggt 1883–1884, har adresserna Stureparken 1 och Östermalmsgatan 49 i Villastaden på Östermalm i Stockholm. Fastigheten är grönmärkt av Stadsmuseet, vilket innebär att den bedöms vara ”särskilt värdefull från historisk, kulturhistorisk, miljömässig eller konstnärlig synpunkt”.
Femvåningsfastigheten, var det första hus Ferdinand Boberg ritade. Efter I G Clasons instruktion – en skiss av Rosenborgs slott i Köpenhamn på baksidan av ett kuvert – utvecklade Ferdinand Boberg ritningarna för fastigheten. Detaljer som kom att känneteckna Bobergs byggnader märks redan här med det hängande tornet och den befästningsliknande lutningen på husets höga sockel. Byggherre och byggmästare var CM Söderlind och SA Sundblad.
Huset har varit hem åt bland andra Dag Hammarskjöld.
I "Luftslottet som sprängdes" placerade författaren Stieg Larsson högkvarteret för en hemlig polisorganisation i Rosenborgshusets femte våning.